# Groppo (Sesta Godano)
Groppo è una frazione di 47 abitanti nel comune di Sesta Godano, nell'alta Val di Vara, in provincia della Spezia.

## Origine del nome
Il toponimo Groppo, diffuso in tutta l'Italia Settentrionale, rimanda all'altura sulla quale sorge il borgo stesso.

## Storia
Il borgo, situato sull'estrema pendice meridionale del Monte Gottero, faceva parte di un sistema fortificato dei Malaspina che comprendeva anche Godano, Chiusola e Rio, possedendo anche un castello del quale venne ordinata la distruzione già nel 1174 per volontà dei Genovesi; l'ordine non venne eseguito, come testimonia l’atto di fedeltà degli abitanti di Groppo alla Repubblica di Genova sottoscritto nel marzo del 1248, che oltre a parlare della titolarità della selva del monte Gottero da parte degli uomini del paese cita espressamente il castello da mettere a disposizione della Serenissima. Nel 1267 Groppo si lega definitivamente alla Repubblica di Genova soppiantando l'antico dominio dei Fieschi.

## Monumenti e luoghi d'interesse

### Architetture religiose
- Chiesa parrocchiale di San Siro Vescovo, attualmente risalente al 1852 costruita sulle fondamenta d’una chiesa più antica suffraganea della vicina Pieve di Robiano.[4]
- Chiesa di N. S. della Neve, in località Casà, edificata seconda la tradizione a causa di un'eccezionale nevicata avvenuta proprio sul colle ove sorge la chiesina il 5 agosto di alcuni secoli fa.[3][4]
- Oratorio di San Giovanni Battista.[4]